# گروه باشوندارا
گروه باشوندارا (بنگالی: বসুন্ধরা গ্রুপ) شرکت خوشه‌ای بنگلادشی است، که در سال ۱۹۸۷ توسط احمد اکبر سبحان تأسیس شد.